# Лурате Качивио
Лура̀те Качѝвио (на италиански: Lurate Caccivio; на ломбардски: Läràa Casciv, Люраа Кашив) е град и община в Северна Италия, провинция Комо, регион Ломбардия. Разположен е на 322 m надморска височина. Населението на общината е 9893 души (към 2017 г.).